# Tizita Bogale
Tizita Ashame Bogale (née le 13 juillet 1993) est une athlète éthiopienne, spécialiste du demi-fond.

## Biographie
Elle devient championne du monde junior sur 1 500 m en battant son record personnel à Moncton (précédent record de 4 min 8 s 73 à Huelva le 9 juin 2010). Elle avait terminé 5e des Championnats du monde jeunesse à Bressanone sur 800 m (en 2 min 4 s 71).

## Palmarès
| Date | Compétition                    | Lieu       | Résultat | Épreuve | Temps         |
| ---- | ------------------------------ | ---------- | -------- | ------- | ------------- |
| 2009 | Championnats du monde jeunesse | Bressanone | 5e       | 800 m   | 2 min 04 s 71 |
| 2010 | Championnats du monde juniors  | Moncton    | 1re      | 1 500 m | 4 min 08 s 06 |
| 2010 | Jeux olympiques de la jeunesse | Singapour  | 1re      | 1 000 m | 2 min 43 s 24 |
| 2011 | Jeux africains                 | Maputo     | 3e       | 1 500 m | 4 min 14 s 41 |
| 2012 | Championnats du monde en salle | Istanbul   | 4e       | 1 500 m | 4 min 10 s 98 |

### Records
| Épreuve      | Épreuve      | Performance   | Lieu      | Date            |
| ------------ | ------------ | ------------- | --------- | --------------- |
| 1 500 mètres | En plein air | 4 min 03 s 94 | Barcelone | 22 juillet 2011 |
| 1 500 mètres | En salle     | 4 min 06 s 01 | Liévin    | 14 février 2012 |